# 茂原北インターチェンジ
茂原北インターチェンジ（もばらきたインターチェンジ）は、千葉県茂原市柴名にある、首都圏中央連絡自動車道（圏央道）のインターチェンジ。茂原市北端に位置しており、市中心部へのアクセスは茂原長南ICのほうが近接している。
構内には、千葉県警察高速道路交通警察隊茂原分駐隊が置かれている。

## 歴史
- 2012年（平成24年）12月3日：正式名称が「茂原北IC」に決定[1]。
- 2013年（平成25年）4月27日：東金IC/JCT - 木更津東IC間開通に伴い、供用開始[2]。

## 接続する道路
- 直接接続
  - C4首都圏中央連絡自動車道(102番)
  - 千葉県道21号五井本納線（新治バイパス）

## 周辺
- 千葉外房有料道路 桂IC
- 本納駅（JR東日本・外房線）
- 茂原工業団地
- 茂原にいはる工業団地
- すいらんグリーンパーク
- 茂原北陵高等学校
- おゆみ野ニュータウン
- あすみが丘ニュータウン

## 隣
C4 首都圏中央連絡自動車道
(100)東金JCT/(101)東金IC - (101-1)大網白里SIC - (102)茂原北IC - (102-1)茂原長柄SIC - (103)茂原長南IC